# Ross Edgar
Ross Edgar (n. 3 ianuarie 1983, Newmarket, Anglia, Regatul Unit) este un ciclist de performanță ce a reprezentat Regatul Unit al Marii Britanii și al Irlandei de Nord, medaliat olimpic. A participat la 2 ediții ale Jocurilor Olimpice (2004, 2008) în care a câștigat o medalie de argint.